# Lazăr Dubinovschi
Lazăr Dubinovschi (în rusă Ла́зарь Исаа́кович Дубино́вский, n. 1 mai 1910, Fălești – d. 29 noiembrie 1982, Chișinău) a fost un sculptor sovietic moldovean.

## Biografie
S-a născut la data de 1 mai 1910 în orașul Fălești, după alte surse în satul Albinețul Vechi din raionul Fălești, în familia învățătorului Ițic Dubinovschi. În anul 1917 familia sa s-a mutat în orașul Bălți, unde a intrat la Școala secundară și a studiat desenul în cercul școlar de la Școala secundară I.V. Savin.
A studiat la Academia de Arte Frumoase din București în atelierul lui Dimitrie Paciurea, ulterior sub conducerea lui Oscar Han (1925-1929). La un moment dat, din  lipsă de resurse materiale, Lazăr Dubinovschi, a vrut să părăsească școala. Oscar Han l-a internat vara în spital, pentru ca acesta să aibă casă și masă pe timpul vacanței, și astfel a putut să-și termine studiile.
Călătorește în anul 1929 la Paris, lucrând de probă în atelierul lui Antoine Bourdelle, de unde revine și își susține lucrarea de diplomă. În anul 1930 revine în orașul Bălți, lucrând până în anul 1941 ca profesor de desen la Școala secundară particulară.
A început să frecventeze saloanele Societății Basarabene de Arte Frumoase. Prima sa expoziție a avut loc în anul 1939, la Iași. Încă de atunci manifesta un interese special pentru sculptura portretistică: pictând printre altele portretele profesorilor Al. Philippide și Garabet Ibrăileanu. Tot în 1939, candidează, fără succes, pentru funcția de șef al Catedrei de Sculptură a Academiei de Arte Frumoase din Iași. După cedarea Basarabiei către URSS, se prezintă din proprie inițiativă direct la NKVD și se înrolează în Armata Sovietică, fiind angajat ca principal artist la Casa Armatei Roșii din Bălți.
În timpul celui de al II-lea război mondial s-a aflat pe front. În 1941, când trupele germane și române au intrat în Bălți, cei din urmă l-au căutat pe Dubinovschi, pentru că a luat în derâdere Familia Regală a României în tablourile sale. Fiind rănit grav, este demobilizat în anul 1943 și evacuat pentru tratament la Spitalul militar din Irkutsk, unde lucrează în calitate de sculptor (1943-1944). Creează cu acest prilej ciclul compozițional Moldova în flăcări, expus la Irkutsk. Revine la Chișinău unde pe parcursul anilor creează o galerie întreagă de portrete, monumente și compoziții sculpturale. Până în anul 1951 a lucrat ca șef al administrației Comisiei artistice din RSSM.

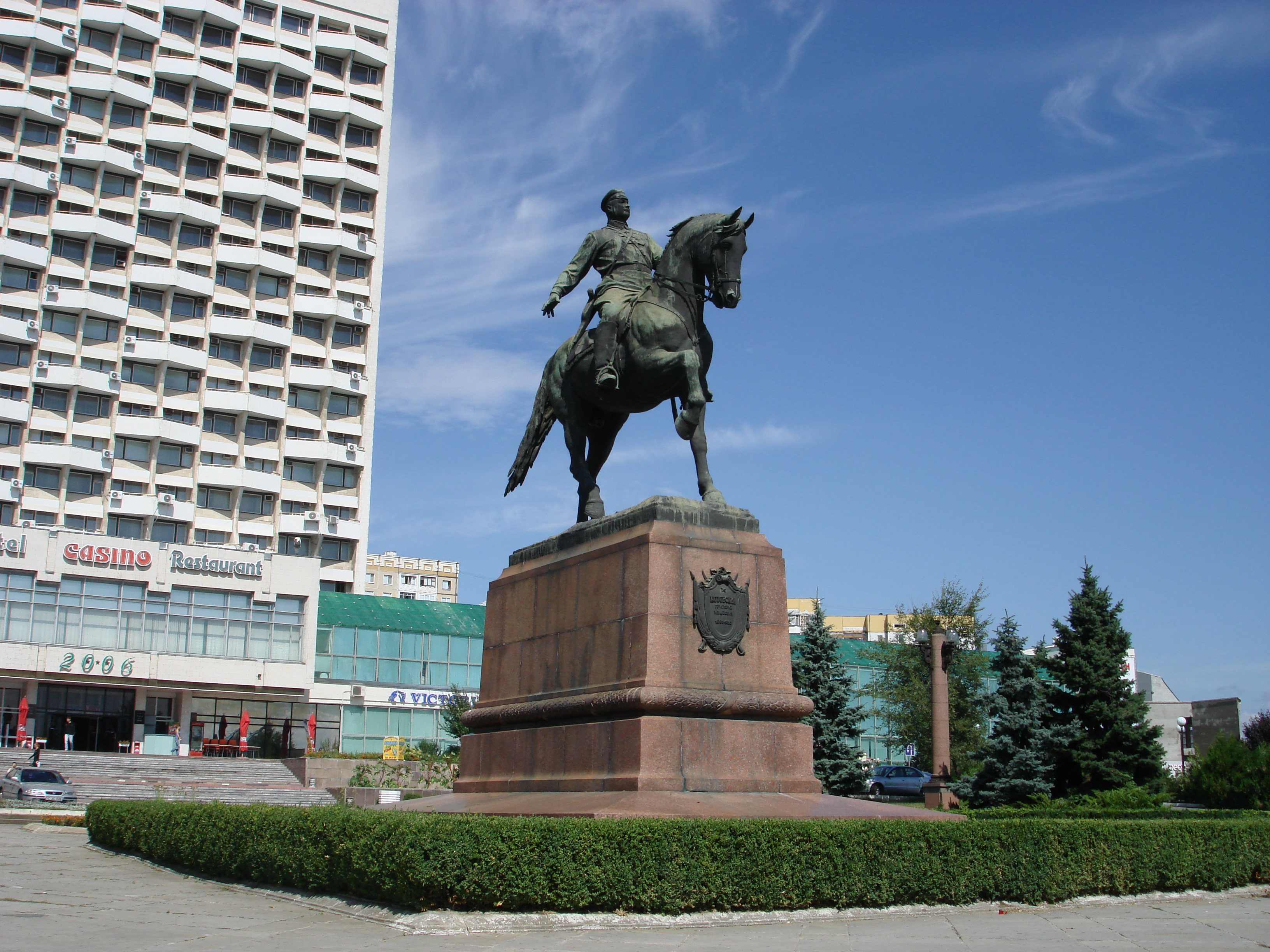
Statuia lui Grigore Kotovski din Chişinău (1954).

Între anii 1951-1953 a făcut parte din grupul de sculptori care a lucrat la realizarea monumentalei statui a lui Stalin pentru Canalul Volga-Don. Imediat după revenirea la Chișinău a lucrat la realizarea statuii ecvestre a lui Grigore Kotovski din Chișinău, amplasată în centru capitalei RSSM în anul 1954. La această statuie a lucrat în colaborare cu alți sculptori și arhitecți (K. Kitaika, I. Perșudcev și A. Posjado), inspirându-se de la celebra statuie ecvestră renascentistă a condotierului Coleoni, realizată de celebrul sculptor Verrocchio la Veneția.
Începând din anul 1957 a realizat o galerie de portrete sculpturale, reprezentând oameni de cultură din Moldova: Mihai Eminescu, Vasile Alecsandri, Gheorghe Asachi, Costache Negruzzi, Dimitrie Cantemir, Miron Costin, A. Sciușev, Oleg Dain, ale căror busturi urmau a fi amplasate în Parcul Pușkin, care s-a deschis în anul următor.
În perioada 1964-1972 a îndeplinit funcția de director al Comisiei Experților în Artă din cadrul Ministerului Culturii din RSSM, funcție din care a contrasemnat hotărârea CC de a demola Clopotnița din Scuarul Catedralei, distrusă în 1964. A realizat un monument al victimelor Holocaustului pentru Muzeul comunităților evreiești din România. Între anii 1977-1982 a lucrat la compoziția “Requiem”, ultima sa sculptură, dedicată tragediilor Holocaustului, cunoscută în două variante. Una din ele se află în colecția Muzeului comunităților evreiești din București, cealaltă, la Muzeul Național de artă din Chișinău.
A fost ales ca membru corespondent al Academiei de Arte Plastice din Sankt-Petersburg (1954) și membru de onoare al Uniunii Artiștilor Plastici din România (1961), fiind laureat al Premiului de Stat al RSSM (1970). A fost decorat cu Ordinul "Drapelul Roșu de Muncă" (1948), Ordinul "V.Lenin" (1960) și Ordinul " Revoluția din Octombrie" (1980). În anul 1963, i s-a conferit titlul de Artist Plastic al Poporului din RSSM.
A fost căsătorit cu Lilia Dubinovskaia (1910-1966), după moartea prematură a căreia i-a înălțat unul din cele mai frumoase monumente funerare de la Cimitirul Central din Chișinău. Pe un bloc șlefuit din granit negru a fost aplicat un relief în bronz cu imaginea soției sculptorului, realizată în tehnica altoreliefului. Acest monument datează din perioada 1972-1976. După 1990 a fost distrus și a dispărut.
Sculptorul Lazăr Dubinovschi a încetat din viață la data de 29 noiembrie 1982, în municipiul Chișinău. A fost înmormântat în Cimitirul Central din Chișinău, în același cimitir în care își dorm somnul de veci soția și părinții săi. Alături de Lazăr Dubinovschi sunt înmormîntați și cei doi frați ai săi.
În ziua de 7 august 2014 a fost inaugurată, la Chișinău, o nouă plăcuța memorială dedicată sculptorului, pe fațada blocului în care a locuit acesta, Bd. Ștefan cel Mare și Sfânt nr. 132. Autorul basoreliefului - Stella Kuleva.

## Opera
Lui Lazăr Dubinovschi îi aparțin o serie de monumente din Chișinău, Bălți (de la Lenin la tânărul Boris Glăvan), Kotovski și din alte orașe ale Republicii Moldova. Astfel, în Chișinău există Statuia lui Grigore Kotovski (1954), Monumentul "Eroilor Comsomoliști", consacrat tineretului revoluționar (1959) -- partea de sus a monumentului apare în filmul "Omul merge după soare", regia: Mihail Kalik, 1961, unul din cele mai bune filme făcute vreodată în cinematografia sovietică moldovenească), compozitorului Ștefan Neaga (1964), “Eliberarea" - din fața Hotelului Chișinău (1969), Maxim Gorki - din apropierea Băncii de Stat (1972) și cel dedicat lui Marx și Engels - din fața clădirii Comitetului Central al Partidului Comunist din Moldova (1976, distrus în 1991). De asemenea, a sculptat Monumentul lui Grigore Kotovski din orașul Kotovsk (Ucraina), și cel al lui Mihail Frunze, din orașul Bișkek (Kârgâzstan).
Operele lui Dubinovschi sunt păstrate în Muzeul Național de Artă al Republicii Moldova, în Galeria de stat Tretyakov (portretul academicianului K.I. Skryabin), în Muzeul de stat din Sankt Petersburg, și în alte muzee din fosta URSS. În anul 1979, el a donat 13 sculpturi Muzeului de istorie și etnografie din Fălești, care au fost expuse la etajul II.
Imaginea copacului din sculptura inspirată de eroul din folclorul moldovenesc "Strâmbă Lemne" (aflat din anul 1945 la Ambasada Rusiei din Luxemburg), a fost utilizată de către Tsekhanovici și Novak pentru stema oficială a orașului Bălți, din perioada sovietică.
El a creat o galerie de portrete sculpturale - Mihai Eminescu, A.Șciusev, O.Dayn. În anii '60-'70 creează tripticuri monumentale, printre care se distinge Părinții și copiii (Deșteptarea, Răscoala și Tinerețe - dispărut, ca urmare a reamenajării Parcului Catedralei, la începutul anilor'90?). Este autorul portretelor lui A. Raikin, R.Kurț, I.Bogdesco, și ale marilor cărturari moldoveni, precum Dimitrie Cantemir și Miron Costin.
În 1984, pe piatra de mormânt a lui Lazăr Dubinovschi, a fost amplasat un portret din bronz, realizat de  Valeria Rotaru (1945-1986), care a fost distrus la sfârșitul anului 1990, împreună cu piatra tombală. În anul 1991 au fost distruse monumentele Marx și Engels (25 august), Maxim Gorki și altorelieful “Iscusința Moldovei” de pe frontispiciul Teatrului Național "Mihai Eminescu" din Chișinău.
În anul 2005 Guvernul Republicii Moldova a luat hotărârea de a înființa un muzeu memorial în casa unde a locuit Lazăr Dubinovschi, în Chișinău (fostul Bd. Lenin nr. 132, actualmente Bd. Ștefan cel Mare și Sfînt), dar acest lucru încă nu s-a întâmplat nici până în prezent. Plăcuța memorială a dispărut și ea de pe fațada blocului.
În 05.12.2008, prin Hotărârea Parlamentului Republicii Moldova Nr. 258, Monumentul "Eroilor Comsomoliști" este inclus în "Registrul Monumentelor Republicii Moldova ocrotite de stat", figurează la poz.387B., cu statut de Valoare Națională.
În 2009 pe soclul Monumentului "Eroilor Comsomoliști" este aplicată o placă cu textul: "Eroilor Comsomolului Leninist", la împlinirea a 50 de ani de la dezvelirea monumentului.
În anul 2010 a început o campanie de presă împotriva demontării și translatării Monumentului "Eroilor Comsomoliști" (1959), au apărut ample referințe și dezbateri în ziarele: Capitala, Ziarul de Gardă, Timpul, Comunist, precum și pe canalele internautice (bloguri, pagini private, twitter). Este prima discuție amplă, aplicată și multilaterală despre sculptura monumentală de la căderea regimului comunist încoace.
Tot în 2010 Intreprinderea de Stat Poșta Moldovei a editat un întreg poștal (plic cu nominalul de 1,20 Lei MD; Cod 9/210), care omagiază un secol de la nașterea artistului. Este reprodusă lucrarea "Portretul lui Mihai Eminescu" (1959), din colecția Muzeului Național de Artă al Moldovei.
În 10 august 2012, canalul TV Publuka din Chișinău, anunță  că grupul statuar Marx și Engels - demontat în 1991 (vezi supra) - a fost găsit în garajul Parlamentului Republicii Moldova. Pînă în acest moment nu s-a știut nimic despre locul în care s-a aflat de-a lungul a mai bine de două decenii.
O nouă controversă s-a declanșat în urma anunțării concursului pentru edificarea „Monumentului Limbii Române”, la Chișinău, în 2014. Concursul anunțat de Academia de Științe a RM propunea ca loc de amplasare a noului monument piațeta din fața acestui for academic, acolo unde este astăzi „Monumentul eliberării Moldovei de ocupația germano-fascistă”. Cîștigător al concursului a fost declarat sculptorul american de origine română, Vlad Basarab, care nu a mai fost contactat de autorități, pentru a începe elaborarea monumentului comandat.

## Expoziții

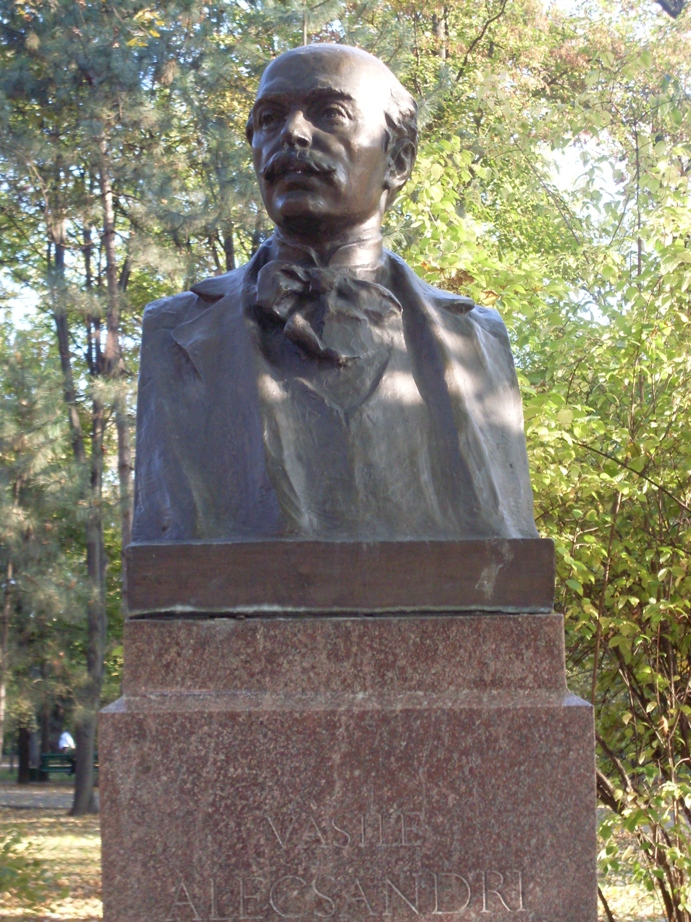
Bustul lui Vasile Alecsandri din Aleea Clasicilor, lucrat de L. Dubinovski

### Expoziții personale
- 1939 - Sculptură, Iași, România
- 1970 - Sculptură, Fălești, Moldova
- 2000 - "L.Dubinovschi - 90 de ani", Muzeul Național de Arte Plastice, Chișinău
- 2010 - "L.Dubinovschi - 100 de ani"(expoziție împreună cu Victor Ivanov), Muzeul Național de Arte Plastice, Chișinău

### Expoziții personale în străinătate
- 1971 - Sculptură, Tașkent, Uzbekistan

### Expoziții colective în Republica Moldova
Începând cu anul 1944 participă la expozițiile colective din Chișinău și diverse localități ale Republicii, organizate de Ministerul Culturii și de Uniunea Artiștilor Plastici.

### Expoziții ale artiștilor plastici din Moldova în străinătate
- 1947 - Moscova, Federația Rusă
- 1957 - Moscova, Federația Rusă
- 1962 - "Din creația artiștilor plastici din Moldova", București, Cluj, România
- 1968 - "Artisti plastici din Moldova", Ulan-Bator, Mongolia
- 1974 - Moscova, Federația Rusă
- 1974 - Varșovia, Polonia
- 1975 - "Arta plastică din Moldova", Tomsk, Rusia
- 1976 - "Arta plastică din Moldova", Plovdiv, Bulgaria
- 1977 - Budapesta, Ungaria
- 1977 - Erevan, Armenia
- 1978 - Leipzig, Germania
- 1987 - "Artă moldovenească", Sofia, Bulgaria
- 2009 - Bessarabia Moia, galeria Artmark, București

### Participări (ateliere, tabere, simpozioane)
- 1959 - Atelier de Sculptură, București, România

## Lucrări

### Sculptură
- Strâmbă - Lemne (1945), aluminiu, 40x26x12
- Florica (1955), bronz, 49x33x33
- Portretul scriitorului Andrei Lupan (1955), bronz, 30x24x24
- Portretul scriitorului Piotr Vershigora (1957), bronz, 42x23x27
- Portretul poetului Mihai Eminescu Arhivat în 2 martie 2008, la Wayback Machine.
- Portretul unui țăran român (1960), bronz, 80x37x31
- К.I. Skriabin (1961)
- Anton Rubinstein
- Portretul Liliei Dubinovscaia (1976) Arhivat în 8 mai 2005, la Wayback Machine.
- Portretul pictoriței Ludmila Tonceva (1977), bronz, 53x29x22
- Аda Zevina Arhivat în 2 martie 2008, la Wayback Machine.
- Portretul arhitectului G. Solominov (1978), bronz, 45,0x25,0x30,0
- Portretul plasticianului Ilia Bogdesco (1979), 49x30x30
- Portretul muzicianului Oleg Daina, metal, 44x37x24
- Compoziție "Recviem" (1978-1982), aramă, 140x53x65

### Sculptură monumentală
- Statuia lui Grigore Kotovski din Chișinău (1954) Arhivat în 3 noiembrie 2005, la Wayback Machine.
- Mihai Eminescu 1 (1957) Arhivat în 29 mai 2008, la Wayback Machine.
- Mihai Eminescu 2 (1957) Arhivat în 21 octombrie 2007, la Wayback Machine.
- Vasile Alecsandri (1957) Arhivat în 21 octombrie 2007, la Wayback Machine.
- Gheorghe Asachi (1957) Arhivat în 21 octombrie 2007, la Wayback Machine.
- Monumentul consacrat tineretului revoluționar (1959) Arhivat în 20 decembrie 2008, la Wayback Machine.
- Ștefan Neaga (1964) Arhivat în 20 octombrie 2007, la Wayback Machine.
- Ecvestra lui Mihail V.Frunze din Bișkek (1967) Arhivat în 9 iulie 2015, la Wayback Machine.
- Eliberarea 1 (1969) Arhivat în 30 martie 2008, la Wayback Machine. - „Monumentul eliberării Moldovei de ocupația germano-fascistă”
- Eliberarea 2 (1969) Arhivat în 21 octombrie 2007, la Wayback Machine.
- Placă memorială dedicată arhitectului Valentin Mednek (1971) Arhivat în 10 martie 2008, la Wayback Machine.
- Monumentul funerar al Eroului Uniunii Sovietice Aleksei Belski (1972) Arhivat în 3 noiembrie 2005, la Wayback Machine.
- Maxim Gorki (1972) Arhivat în 20 octombrie 2007, la Wayback Machine.
- Statuia lui Grigore Kotovski din Hîncești (1974) Arhivat în 20 decembrie 2008, la Wayback Machine.
- Маrx și Engels (1976) Arhivat în 20 octombrie 2007, la Wayback Machine.
- Iachim Grosul (1976) Arhivat în 3 noiembrie 2005, la Wayback Machine.